# Accettabilità (traduzione)
Nella scienza della traduzione, il principio di accettabilità – contrapposto a quello di adeguatezza – identifica nella massima fruibilità del testo dalla cultura ricevente l'obiettivo di una traduzione accettabile (pure a costo di sacrificare le specificità dell'originale); nella formulazione dallo studioso Gideon Toury, è un approccio target-oriented (orientato al metatesto).
Secondo Toury, la teoria della traduzione deve tenere conto di due tipi di rapporti: metatesto (traduzione) / prototesto; metatesto / lingua-cultura emittente.
Perciò, due sono le spinte divergenti che un traduttore si troverà ad affrontare:
- il bisogno di stabilire un rapporto tra metatesto e prototesto, cercando di ricostruire nel primo le caratteristiche più importanti del secondo;
- il bisogno di riformulare il testo nella lingua-cultura ricevente.

Se il primo atteggiamento porta a favorire una strategia traduttiva adeguata, il secondo propende per una strategia accettabile.
Com'è ovvio, la divisione nella pratica non è così netta: si può scegliere una linea prevalente ma aperta anche all'altra posizione.

## Pro e contro
Una traduzione accettabile offre una lettura scorrevole e priva di particolari ostacoli. Tuttavia, il rischio è quello di un livellamento culturale, che offre meno stimoli a chi legge. 
Di fatto, secondo Toury, al lettore viene presentata non l'opera originale, bensì una versione di quell'opera, la quale però ricalca il modello linguistico e letterario della cultura ricevente.
Infine, con il termine traduzionalità, Anton Popovič – cui si rifà Gideon Toury – affronta gli stessi problemi.